# 永续年金
永续年金是一种永无止境的年金或者现金支付流。现存的永续年金很少，英国政府过去曾发布过它们并且最终都于2015年被赎回。

## 公式
{\displaystyle PV\ =\ {A \over r}}
其中PV = 永续现值，A = 定期付款金额，r = 收益率，贴现率或利率。